# Ерго Арена
„Ерго Арена“ е многофункционална зала, открита през 2010 г.
Намира се между градовете Гданск и Сопот. Залата има капацитет от 11 409 места за спортни събития и стига до 15 000 за концерти.